# Thomasomys onkiro
Thomasomys onkiro là một loài động vật có vú trong họ Cricetidae, bộ Gặm nhấm. Loài này được Luna & Pacheco mô tả năm 2002.